# Prywatne Muzeum Broni Pancernej i Militariów w Bielsku-Białej
Prywatne Muzeum Broni Pancernej i Militariów im. Franciszka Bier w Bielsku-Białej – prywatna kolekcja pojazdów wojskowych, z siedzibą w Bielsku-Białej. Zbiory stanowią własność Rafała Bier. Placówka jest organizatorem Międzynarodowego Zlotu Pojazdów Militarnych Operacja Południe.
Pod tym samym adresem co muzeum ma swoją siedzibę Fundacja Ochrony Zabytków Techniki Militarnej.

## Historia
Początki kolekcji sięgają 1988 roku. Do 2000 roku w jej skład wchodziły wyłącznie wojskowe pojazdy terenowe, później była poszerzana o wozy bojowe oraz artylerię, m.in.: czołg T-55 AM, transportery opancerzone: BRDM-2, BTR-152 oraz M16 Halftrack, samochody ciężarowe: Reo M35 oraz Ural (wersja radarowa), ZiŁ-135, samochód terenowy Chevrolet Blazer, ciągnik artyleryjski ATS-59 G, armaty: ZIS-3 oraz D-44, armata przeciwlotnicza wz. 1939 (61-K).